# Madera Acres
Madera Acres é uma Região censo-designada localizada no estado americano da Califórnia, no Condado de Madera.

## Demografia
Segundo o censo americano de 2000, a sua população era de 7741 habitantes.

## Geografia
De acordo com o United States Census Bureau tem uma área de 19,7 km², dos quais 19,7 km² cobertos por terra e 0,0 km² cobertos por água.

## Localidades na vizinhança
O diagrama seguinte representa as localidades num raio de 24 km ao redor de Madera Acres.